# Dalgeh
Dalgeh (em persa: دلگه, também romanizada como Delgeh) é uma aldeia do distrito rural de Bahmanshir-e Jonubi, no condado de Abadan, na província de Khuzestan, Irã.
Segundo o censo de 2006, sua população era de 270 habitantes, em 45 famílias.